# Il sostituto
Il sostituto (Coup de tête) è un film francese del 1978 diretto da Jean-Jacques Annaud.

## Trama
Un giocatore di calcio finisce in prigione perché accusato di stupro. Fatto rilasciare per merito delle pressioni della potente Società Sportiva di cui fa parte, torna in campo per giocare la partita decisiva nella Coppa di Francia e fa vincere la sua squadra. Ma per vendicarsi dei crudeli meccanismi dell'ambiente sportivo non giocherà la partita di ritorno.

## Critica
Per il Dizionario Mereghetti il regista «non sa scegliere tra il ritratto di un'alienazione o la denuncia del sottobosco sportivo e finisce per cadere in un manicheismo esagerato». Per il Dizionario Morandini si tratta di un'«efficace e chiara, ma troppo manichea denuncia sui retroscena dell'ambiente calcistico».

## Riconoscimenti
- 1980 - Premio César
  - Migliore attore non protagonista (Jean Bouise)